# بوب ويلش (موسيقي)
بوب ويلش (بالإنجليزية: Bob Welch)‏ اسمه هو روبرت لورنس ويلش جونيور (31 أغسطس 1945-7 يونيو 2012) هو موسيقي أمريكي كان عضوًا في فريق «فليتوود ماك» من عام 1971 إلى عام 1974، وكان له مسيرة مهنية فردية ناجحة في أواخر السبعينيات، تضمنت أغنياته الفردية
حب ساخن، عالم بارد Hot Love، Cold World
حب ثمين Precious Love
عيون الأبنوس Ebony Eyes
منوم Hypnotized
سيدة عاطفية Sentimental Lady

## حياته
ولد ويلش في هوليوود، كاليفورنيا، لعائلة تعمل في المجال الفني، كان والده، روبرت ولش (بالإنجليزية: Robert L. Welch Sr)‏. كان ولش منتجًا وكاتب سيناريو في شركة باراماونت بيكتشرز، أنتج أفلامًا من بطولة بوب هوب وبينج كروسبي.
في عام 1971، تم اختبار ويلش ليلتحق بالفريق المعروف «فليتوود ماك»  في كيلن هاوس، وهو معهم في إنجلترا، حيث ان الفريق فقد مؤخرًا أحد أعضائه الاساسيين، هو عازف الجيتار جيريمي سبنسر، وأوصت جودي وونغ، وهي صديقة وسكرتيرة غير متفرغة للفريق، بصديقها في المدرسة الثانوية ويلش. عقد الفريق لقاءات قليلة مع ويلش وتقرر تعيينه، على الرغم من عدم عزفه معهم سابقًا، وذلك بعد الاستماع إلى بعض أغانيه على شريط. تم تعيين ويلش على الجيتار الإيقاعي، ودعم عازف الجيتار الرئيسي داني كيروان، وأقام ولش في النهاية في المنزل الجماعي للفرقة في منطقة بينيفورد الواقعة في هامبشاير. استقال ويلش من فليتوود ماك في ديسمبر 1974، وحل محله ليندسي باكنغهام وستيفي نيكس.
خضع ويلش لعملية جراحية في العمود الفقري قبل ثلاثة أشهر من وفاته، وأخبره الأطباء أن حالته سيئة، وأنه سيصبح عاجزًا في النهاية، وكان لا يزال يعاني من ألم شديد، على الرغم من تناول دواء بريجابالين (ليريكا) لمدة ستة أسابيع.  في 7 يونيو 2012، حوالي الساعة السادسة صباحًا، انتحر ويلش بإطلاق النار على نفسه بمنزله في ناشفيل؛ اكتشفت زوجته ويندي جثته ورسالة انتحار من تسع صفحات ورسالة حب لـ ويندي. كان عمره 66 عامًا.
توفيت ويندي في 28 نوفمبر 2016، بسبب مرض الانسداد الرئوي المزمن عن 66 عامًا أيضًا.

## وصلات خارجية
http://www.bobwelch.com/ بوب ويلش (موسيقي)
https://www.youtube.com/watch?v=zPo7IMq1kqU بوب ويلش (موسيقي)